# Caridina johnsoni
Caridina johnsoni е вид десетоного от семейство Atyidae. Видът не е застрашен от изчезване.

## Разпространение и местообитание
Разпространен е в Индонезия (Калимантан), Малайзия (Западна Малайзия), Сингапур и Тайланд.
Обитава сладководни басейни, реки и потоци.